# Petar Borota
Petar Borota (serbio: Пeтap Бopoтa), (Belgrado, antigua República Federal Socialista de Yugoslavia; 5 de marzo de 1952 — Génova, Provincia de Génova, Italia; 12 de febrero de 2010), fue un futbolista serbio que se desempeñó como guardameta en clubes como el Partizan Belgrado y el Chelsea FC.

## Selección nacional
Fue internacional con la Selección de fútbol de Yugoslavia en 4 ocasiones. Debutó el 5 de octubre de 1977, en un encuentro amistoso ante la selección de Hungría que finalizó con marcador de 4-3 a favor de los húngaros.

## Clubes
| Club              | País       | Año         |
| ----------------- | ---------- | ----------- |
| OFK Belgrado      | Yugoslavia | 1969 - 1975 |
| Partizan Belgrado | Yugoslavia | 1976 - 1979 |
| Chelsea FC        | Inglaterra | 1979 - 1982 |
| Brentford FC      | Inglaterra | 1982        |
| Portimonense SC   | Portugal   | 1982 - 1983 |
| Boavista FC       | Portugal   | 1983 - 1984 |
| FC Oporto         | Portugal   | 1984 - 1985 |
| Boavista FC       | Portugal   | 1986        |

## Palmarés

### Distinciones individuales
| Distinción                   | Año  |
| ---------------------------- | ---- |
| Mejor Jugador del Chelsea FC | 1981 |